# Américo García
Américo Alberto García (Villa Mercedes (San Juan), 4 de marzo de 1919 - Buenos Aires, 24 de abril de 1996) fue un médico y político argentino, que gobernó la provincia de San Juan entre 1958 y 1962.

## Biografía
Nacido en un pequeño pueblo del departamento Jáchal, hijo de maestros, estudió en el Colegio Nacional de San Juan y cursó la carrera de medicina en la Universidad Nacional de Córdoba, donde destacó como presidente de la Federación Universitaria y activista contra la dictadura iniciada en 1943, por lo que fue sancionado con dos años de suspensión como estudiante y arrestado en la Cárcel de Devoto[cita requerida] en Buenos Aires. Al producirse el terremoto de San Juan de 1944, fue puesto en libertad e indultado para que prestara atención a las víctimas. Se recibió de médico en 1945; posteriormente se especializó en cardiología en los hospitales de New Bedford y Boston, en los Estados Unidos, donde residió algunos años.Regresó a San Juan en el año 1952, instalándose como médico cardiólogo. 
Actuó en las filas de la Unión Cívica Radical. Cuando este partido, tras la caída del peronismo, se dividió, adhirió a la Unión Cívica Radical Intransigente, dirigida por Arturo Frondizi. Fue candidato a gobernador y, como Frondizi, y en mayor medida aún, debió la victoria al voto de los peronistas cuyos candidatos habían sido proscritos.Asumió la gobernación el 1 de mayo de 1958 y nombró intendente de la ciudad de San Juan a Alfredo Avelín, que desarrolló una vasta obra pública y planificó la actual circunvalación de la capital.
Su gestión estuvo principalmente orientada a la obra pública: construyó el Aeropuerto Domingo Faustino Sarmiento, 700 km de caminos, una moderna red de riego en el valle del río San Juan, y varios edificios de la capital, como el Hotel Nogaró, el edificio de Obras Sanitarias y la Escuela Industrial. También logró la radicación de una fábrica de cemento.Puso en marcha el Plan Cordillerano, que buscaba ampliar la variedad de los cultivos de frutales, mejorar la siembre a álamos para protección de las plantaciones de frutales, y que puso en marcha una planta concentradora de jugo de manzana. Reorganizó el Banco de la Provincia como una entidad mixta, al que dotó de un departamento especial para otorgar créditos a los agricultores. Modernizó el sistema de canales de riego en torno a la capital y también en la zona de San José de Jáchal. Promovió también la electrificación rural.Creó la carrera policial y la de médico asistencial, la Dirección de Cultura provincial y organizó al catastro territorial.
Siendo gobernador, mientras se trasladaba a la provincia de Córdoba para asistir a un sepelio, sufrió un grave accidente automovilístico a corta distancia de la ciudad de San Luis. Pasó treinta días internado en la ciudad de Córdoba, temiéndose por su vida, y otros quince días en San Juan, antes de poder retornar a su despacho. Desde entonces cargó con una espalda deformada, que le quitó 5 cm a su estatura.
En 1973 estaba afiliado al Movimiento de Integración y Desarrollo (MID), que formó parte del Frente Justicialista de Liberación (FreJuLi), que apoyó la candidatura presidencial de Juan Domingo Perón, y fue elegido senador nacional por su provincia; fue presidente de la Comisión de Salud del Senado. Representó a la Argentina en la Organización Mundial de la Salud, de cuya asamblea fue nombrado presidente.
Regresado a la actividad médica, en 1981 formó parte de la Multipartidaria, al año siguiente viajó a las Islas Malvinas poco después de su ocupación por las fuerzas argentinas, y en 1983 fue candidato a gobernador por el MID, que obtuvo poco más de cinco mil votos.
Poco después se jubiló, y falleció en Buenos Aires el 24 de abril de 1996.